# Cyclommatus pahangensis
Cyclommatus pahangensis is een keversoort uit de familie vliegende herten (Lucanidae). De wetenschappelijke naam van de soort is voor het eerst geldig gepubliceerd in 1936 door Nagel.